# Гранвила (Белуно)
Гранвила (итал. Granvilla) је насеље у Италији у округу Белуно, региону Венето.
Према процени из 2011. у насељу је живело 1145 становника. Насеље се налази на надморској висини од 1266 м.